# Baco (mythologie)
Pour les articles homonymes, voir Bacon et Baco.
Baco, ou Bacon, est un dieu celtique, invoqué par les Gaulois et attesté par des inscriptions trouvées dans les régions de Chalon-sur-Saône,,. (inscription « deo Baconi lautius [...] G. Sabinus decurio alae I Flaviae »,) et d'Eauze. Son nom indique qu'il était probablement un dieu-sanglier, dont beaucoup sont enregistrés dans le monde celtique,.